# Поздняково (Вязниковский район)
Поздняко́во  — деревня в составе Октябрьского сельского поселения в Вязниковском районе Владимирской области России. Этот населённый пункт состоит из одной улицы.
Название по с. Поздняково получила поздняковская культура.

## География
Поздняково расположено в 5 километрах от деревни Большевысоково по автодороге (юго-западнее) от Вязников.

## История
В конце XIX — первой четверти XX века деревня входила в состав Воскресенской волости Судогодского уезда, с 1926 года — в составе Вязниковского уезда. В 1859 году в деревне числилось 46 дворов, в 1905 году — 82 двора, в 1926 году — 85 дворов.
С 1929 года деревня являлась центром Поздняковского сельсовета Вязниковского района, с 1935 года — в составе Больше-Высоковского сельсовета Никологорского района, с 1963 года — в составе Вязниковского района, с 2005 года — в составе Октябрьского сельского поселения.

## Население
| 1859 | 1905 | 1926 | 2002 | 2010 | 2021 |
| ---- | ---- | ---- | ---- | ---- | ---- |
| 337  | ↗340 | ↗455 | ↘184 | ↘160 | ↘119 |